# Tournée de l'équipe des Lions britanniques et irlandais de rugby à XV en 2021
Navigation
2017 2025
Les Lions britanniques et irlandais ou Lions britanniques disputent du 26 juin au 7 août 2021 une tournée en Afrique du Sud.
La tournée se compose de neuf matchs. Les Lions disputent une première rencontre, à Édimbourg face au Japon avant de se rendre en Afrique du Sud où ils disputent huit rencontres, dont trois test match face aux Springboks, l'équipe d'Afrique du Sud.
Le manager principal est le Néo-Zélandais Warren Gatland, qui occupe ce poste pour la troisième fois, après sa tournée victorieuse en Australie en 2013 et une série partagée en 2017 en Nouvelle-Zélande. Le capitaine de cette sélection est le Gallois Alun Wyn Jones. Blessé face au Japon, il est remplacé dans ce rôle par l'Irlandais Conor Murray.
Après une victoire 22 à 17 des Lions britanniques lors du premier test, les Springboks s'imposent 27 à 9 lors du deuxième, avant de remporter la série en remportant le dernier test sur le score de 19 à 16.

## Contexte
Lors de leurs deux dernières tournées, les Lions britanniques et irlandais ont remporté la série en 2013 face à l'Australie puis ont partagé la série en 2017 face à la Nouvelle-Zélande. La dernière tournée des Lions en Afrique du Sud date de 2009, les Springboks, surnom de l'Afrique du Sud, s'étaient alors imposés 2 à 1.
Les Springboks, champions du monde 2019, ont disputés une seule rencontre internationale depuis la finale de la coupe du monde contre la Géorgie en match de préparation a cette tournée. en raison de la pandémie de Covid-19.

## Calendrier et résultats
| Date       | Équipe 1 (domicile) | Score  | Équipe 2 (extérieur) | Lieu                                                  |
| ---------- | ------------------- | ------ | -------------------- | ----------------------------------------------------- |
| 26 juin    | Lions britanniques  | 28–10  | Japon                | Murrayfield Stadium, Édimbourg                        |
| 3 juillet  | Lions               | 14–56  | Lions britanniques   | Ellis Park Stadium, Johannesbourg                     |
| 7 juillet  | Sharks              | 7–54   | Lions britanniques   | Ellis Park Stadium, Johannesbourg                     |
| 10 juillet | Sharks,             | 31-71  | Lions britanniques   | Loftus Versfeld Stadium, Pretoria                     |
| 14 juillet | Afrique du Sud A    | 17-13  | Lions britanniques   | Cape Town Stadium, Le Cap                             |
| 17 juillet | Stormers            | 3-49   | Lions britanniques   | Cape Town Stadium, Le Cap                             |
| 24 juillet | Afrique du Sud      | 17-22, | Lions britanniques   | Cape Town Stadium, Le Cap                             |
| 31 juillet | Afrique du Sud      | 27-9,  | Lions britanniques   | FNB Stadium, Johannesbourg Cape Town Stadium, Le Cap, |
| 7 août     | Afrique du Sud      | 19-16  | Lions britanniques   | FNB Stadium, Johannesbourg Cape Town Stadium, Le Cap  |

## Effectif de la tournée

### Lions
Le Gallois Alun Wyn Jones, déjà présent lors des trois dernières tournées des Lions, en 2009 en Afrique du Sud, 2013 en Australie et en 2017 en Nouvelle-Zélande, est désigné capitaine de la sélection. Lors de son dixième match avec les Lions, face au Japon à Édimbourg, il se déboîte une épaule. Il est remplacé dans ce rôle de capitaine par l'Irlandais Conor Murray.
La sélection choisie par Warren Gatland est composée de onze Anglais, dix Gallois, huit Écossais et huit Irlandais. Les arrières sont : Josh Adams, Bundee Aki, Dan Biggar, Elliot Daly, Gareth Davies, Owen Farrell, Chris Harris, Robbie Henshaw, Stuart Hogg, Conor Murray, Ali Price, Louis Rees-Zammit, Finn Russell, Duhan van der Merwe, Anthony Watson et Liam Williams. Les avants sélectionnés sont : Tadhg Beirne, Jack Conan, Luke Cowan-Dickie, Tom Curry, Zander Fagerson, Taulupe Faletau, Tadhg Furlong, Jamie George, Iain Henderson, Jonny Hill, Maro Itoje, Alun Wyn Jones, Wyn Jones, Courtney Lawes, Ken Owens, Andrew Porter, Sam Simmonds, Rory Sutherland, Justin Tipuric, Mako Vunipola et Hamish Watson
.
Après le match contre le Japon, deux nouveaux joueurs sont appelés, les Gallois Josh Navidi et Adam Beard ; ils remplacent Alun Wyn Jones et Justin Tipuric, également blessé à une épaule. Le 10 juillet, Gatland rappelle Marcus Smith, Finn Russell étant touché à un tendon d'Achille.

## Résultats
| 26 juin 2021 15 h (UTC+1) | Lions | 28 – 10 (21 - 0) | Japon                                                                                     | Murrayfield Stadium, Édimbourg 16 500 spectateurs Arbitre : Pascal Gaüzère |
| 26 juin 2021 15 h (UTC+1) | Essai(s) : 4 Adams (11e), van der Merwe (17e), Henshaw (22e), Beirne (48e) Transformation(s) : 4 Biggar (13e, 18e, 23e, 48e) |                  | Essai(s) : 1 Himeno (58e) Transformation(s) : 1 Tamura (60e) Pénalité(s) : 1 Tamura (68e) | Murrayfield Stadium, Édimbourg 16 500 spectateurs Arbitre : Pascal Gaüzère |
| 26 juin 2021 15 h (UTC+1) | |                  |                                                                                           | Murrayfield Stadium, Édimbourg 16 500 spectateurs Arbitre : Pascal Gaüzère |

| 3 juillet 2021 18 h (UTC+2) | Lions                                                                                         | 14 – 56 (7 - 21) | Lions | Ellis Park Stadium, Johannesbourg 0 spectateurs Arbitre : AJ Jacobs (en) |
| 3 juillet 2021 18 h (UTC+2) | Essai(s) : 2 V. Tshituka (31e), Maxwane (en) (43e) Transformation(s) : 2 Hendrikse (35e, 44e) |                  | Essai(s) : 8 Rees-Zammit (3e), H. Watson (6e), Price 32e, Adams (41e, 53e, 67e, 71e), Davies (65e) Transformation(s) : 8 Farrell (4e, 7e, 33e, 41e, 55e, 66e, 68e, 72e) | Ellis Park Stadium, Johannesbourg 0 spectateurs Arbitre : AJ Jacobs (en) |
| 3 juillet 2021 18 h (UTC+2) |                                                                                               |                  | | Ellis Park Stadium, Johannesbourg 0 spectateurs Arbitre : AJ Jacobs (en) |

| 7 juillet 2021 20 h (UTC+2) | Sharks                                                                                            | 7 – 54 (0 - 26) | Lions | Ellis Park Stadium, Johannesbourg 0 spectateurs Arbitre : Jaco Peyper |
| 7 juillet 2021 20 h (UTC+2) | Essai(s) : 1 Venter (en) (50e) Transformation(s) : 1 Bosch (50e) Carton(s) jaune(s) : 1 Kok (20e) |                 | Essai(s) : 8 Adams (2e, 56e, 77e), van der Merwe (6e, 25e, 73e, Aki (38e), Rees-Zammit (60e) Transformation(s) : 7 Farrell (3e, 6e, 40e), Russell (57e, 61e, 74e, 79e) | Ellis Park Stadium, Johannesbourg 0 spectateurs Arbitre : Jaco Peyper |
| 7 juillet 2021 20 h (UTC+2) |                                                                                                   |                 | | Ellis Park Stadium, Johannesbourg 0 spectateurs Arbitre : Jaco Peyper |

| 10 juillet 2021 18 h (UTC+2) | Sharks | 31 – 71 (26 - 20) | Lions | Loftus Versfeld Stadium, Pretoria 0 spectateurs Arbitre : Wayne Barnes |
| 10 juillet 2021 18 h (UTC+2) | Essai(s) : 5 Volmink (en) (10e, 35e), Abrahams (14e), Hendrikse (23e), Kok (52e) Transformation(s) : 3 Cronjé (en) (11e, 24e, 36e) Carton(s) rouge(s) : 1 Hendrikse (45e) |                   | Essai(s) : 11 Harris (4e), George (20e, 54e), van der Merwe (25e), Beirne (38e, 63e), Conan (47e), Daly (50e), A. Watson (58e, 79e), Curry (66e) Transformation(s) : 8 Biggar (5e, 26e, 39e, 51e, 55e, 58e, 64e, 66e) Carton(s) jaune(s) : 1 Murray (75e) | Loftus Versfeld Stadium, Pretoria 0 spectateurs Arbitre : Wayne Barnes |
| 10 juillet 2021 18 h (UTC+2) | |                   | | Loftus Versfeld Stadium, Pretoria 0 spectateurs Arbitre : Wayne Barnes |

| 14 juillet 2021 20 h (UTC+2) | Afrique du Sud A | 17 – 13 (17 - 3) | Lions                                                                                           | Cape Town Stadium, Le Cap 0 spectateurs Arbitre : Jaco Peyper |
| 14 juillet 2021 20 h (UTC+2) | Essai(s) : 2 Nkosi (12e), Am (31e) Transformation(s) : 2 Steyn (13e, 33e) Pénalité(s) : 1 Steyn (5e) Carton(s) jaune(s) : 2 de Klerk (38e), van Staden (39e) |                  | Essai(s) : 1 Jones (43e) Transformation(s) : 1 Farrell (44e) Pénalité(s) : 2 Farrell (27e, 50e) | Cape Town Stadium, Le Cap 0 spectateurs Arbitre : Jaco Peyper |
| 14 juillet 2021 20 h (UTC+2) | |                  |                                                                                                 | Cape Town Stadium, Le Cap 0 spectateurs Arbitre : Jaco Peyper |

| 17 juillet 2021 18 h (UTC+2) | Stormers                         | 3 - 49 (3 - 21) | Lions | Cape Town Stadium, Le Cap 0 spectateurs Arbitre : Wayne Barnes |
| 17 juillet 2021 18 h (UTC+2) | Pénalité(s) : 1 Swiel (en) (19e) |                 | Essai(s) : 7 Beard (27e), Cowan-Dickie (33e), Hill (39e), Conan (50e), Fagerson (68e), Rees-Zammit (74e), Simmonds (77e) Transformation(s) : 7 Smith (27e, 33e, 39e, 50e, 68e, 74e, 77e) | Cape Town Stadium, Le Cap 0 spectateurs Arbitre : Wayne Barnes |
| 17 juillet 2021 18 h (UTC+2) |                                  |                 | | Cape Town Stadium, Le Cap 0 spectateurs Arbitre : Wayne Barnes |

| 24 juillet 2021 18 h (UTC+2) | Afrique du Sud                                                           | 17 - 22 (12 - 3) | Lions | Cape Town Stadium, Le Cap 0 spectateurs Arbitre : Nic Berry |
| 24 juillet 2021 18 h (UTC+2) | Essai(s) : 1 de Klerk (50e) Pénalité(s) : 4 Pollard (14e, 18e, 26e, 31e) |                  | Essai(s) : 1 Cowan-Dickie (44e) Transformation(s) : 1 Biggar (45e) Pénalité(s) : 5 Biggar (20e, 53e, 55e, 63e), Farrell (78e) | Cape Town Stadium, Le Cap 0 spectateurs Arbitre : Nic Berry |
| 24 juillet 2021 18 h (UTC+2) |                                                                          |                  | | Cape Town Stadium, Le Cap 0 spectateurs Arbitre : Nic Berry |

| Afrique du Sud Titulaires 01 Ox Nché 02 Bongi Mbonambi 03 Trevor Nyakane 04 Eben Etzebeth 05 Franco Mostert 06 Siya Kolisi 07 Pieter-Steph du Toit 08 Kwagga Smith 09 Faf de Klerk 10 Handré Pollard 11 Makazole Mapimpi 12 Damian de Allende 13 Lukhanyo Am 14 Cheslin Kolbe 15 Willie le Roux Remplaçants 16 Steven Kitshoff 17 Malcolm Marx 18 Frans Malherbe 19 Lodewyk de Jager 20 Rynhardt Elstadt 21 Herschel Jantjies 22 Elton Jantjies 23 Damian Willemse Entraîneur Jacques Nienaber |  | Lions Titulaires Rory Sutherland 10 Luke Cowan-Dickie 20 Tadhg Furlong 30 Maro Itoje 40 Alun Wyn Jones 50 Courtney Lawes 60 Tom Curry 70 Jack Conan 80 Ali Price 90 Dan Biggar 10 Duhan van der Merwe 11 Robbie Henshaw 12 Elliot Daly 13 Anthony Watson 14 Stuart Hogg 15 Remplaçants Mako Vunipola 16 Ken Owens 17 Kyle Sinckler 18 Tadhg Beirne 19 Hamish Watson 20 Conor Murray 21 Owen Farrell 22 Liam Williams 23 Entraîneur Warren Gatland |

| 31 juillet 2021 18 h (UTC+2) | Afrique du Sud | 27 - 9 (6 - 9) | Lions                                                                             | Cape Town Stadium, Le Cap 0 spectateurs Arbitre : Ben O'Keeffe |
| 31 juillet 2021 18 h (UTC+2) | Essai(s) : 2 Mapimpi (44e), Am (61e) Transformation(s) : 1 Pollard (61e) Pénalité(s) : 5 Pollard (5e, 31e, 70e, 75e, 80e) Carton(s) jaune(s) : 1 Kolbe (24e) |                | Pénalité(s) : 3 Biggar (11e, 17e, 35e) Carton(s) jaune(s) : 1 van der Merwe (22e) | Cape Town Stadium, Le Cap 0 spectateurs Arbitre : Ben O'Keeffe |
| 31 juillet 2021 18 h (UTC+2) | |                |                                                                                   | Cape Town Stadium, Le Cap 0 spectateurs Arbitre : Ben O'Keeffe |

| Afrique du Sud Titulaires 01 Steven Kitshoff 02 Bongi Mbonambi 03 Frans Malherbe 04 Eben Etzebeth 05 Franco Mostert 06 Siya Kolisi 07 Pieter-Steph du Toit 08 Jasper Wiese 09 Faf de Klerk 10 Handré Pollard 11 Makazole Mapimpi 12 Damian de Allende 13 Lukhanyo Am 14 Cheslin Kolbe 15 Willie le Roux Remplaçants 16 Malcolm Marx 17 Vincent Koch 18 Trevor Nyakane 19 Lodewyk de Jager 20 Marco van Staden 21 Kwagga Smith 22 Herschel Jantjies 23 Damian Willemse Entraîneur Jacques Nienaber |  | Lions Titulaires Mako Vunipola 10 Luke Cowan-Dickie 20 Tadhg Furlong 30 Maro Itoje 40 Alun Wyn Jones 50 Courtney Lawes 60 Tom Curry 70 Jack Conan 80 Conor Murray 90 Dan Biggar 10 Duhan van der Merwe 11 Robbie Henshaw 12 Chris Harris 13 Anthony Watson 14 Stuart Hogg 15 Remplaçants Ken Owens 16 Rory Sutherland 17 Kyle Sinckler 18 Tadhg Beirne 19 Taulupe Faletau 20 Ali Price 21 Owen Farrell 22 Elliot Daly 23 Entraîneur Warren Gatland |

| 7 août 2021 18 h (UTC+2) | Afrique du Sud | 19 - 16 (6 - 10) | Lions                                                                                                | Cape Town Stadium, Le Cap 0 spectateurs Arbitre : Mathieu Raynal |
| 7 août 2021 18 h (UTC+2) | Essai(s) : 1 Kolbe (56e) Transformation(s) : 1 Pollard (57e) Pénalité(s) : 5 Pollard (14e, 12e, 36e), Steyn (67e, 79e) |                  | Essai(s) : 1 Owens (19e) Transformation(s) : 1 Russell (21e) Pénalité(s) : 3 Russell (16e, 63e, 75e) | Cape Town Stadium, Le Cap 0 spectateurs Arbitre : Mathieu Raynal |
| 7 août 2021 18 h (UTC+2) | |                  | | Cape Town Stadium, Le Cap 0 spectateurs Arbitre : Mathieu Raynal |

| Afrique du Sud Titulaires 01 Steven Kitshoff 02 Bongi Mbonambi 03 Frans Malherbe 04 Eben Etzebeth 05 Lodewyk de Jager 06 Siya Kolisi 07 Franco Mostert 08 Jasper Wiese 09 Cobus Reinach 10 Handré Pollard 11 Makazole Mapimpi 12 Damian de Allende 13 Lukhanyo Am 14 Cheslin Kolbe 15 Willie le Roux Remplaçants 16 Malcolm Marx 17 Trevor Nyakane 18 Vincent Koch 19 Marco van Staden 20 Kwagga Smith 21 Herschel Jantjies 22 Morné Steyn 23 Damian Willemse Entraîneur Jacques Nienaber |  | Lions Titulaires Wyn Jones 10 Ken Owens 20 Tadhg Furlong 30 Maro Itoje 40 Alun Wyn Jones 50 Courtney Lawes 60 Tom Curry 70 Jack Conan 80 Ali Price 90 Dan Biggar 10 Duhan van der Merwe 11 Bundee Aki 12 Robbie Henshaw 13 Josh Adams 14 Liam Williams 15 Remplaçants Luke Cowan-Dickie 16 Mako Vunipola 17 Kyle Sinckler 18 Adam Beard 19 Sam Simmonds 20 Conor Murray 21 Finn Russell 22 Elliot Daly 23 Entraîneur Warren Gatland |